# 派因勒韋 (蒙哥馬利縣)
派因勒韋（英語：Pine Level）是一個位於美國阿拉巴馬州蒙哥馬利縣的非建制地區。該地的面積和人口皆未知。

## 地理
派因勒韋的座標為32°04′05″N 86°03′35″W / 32.06806°N 86.05972°W，而該地的平均海拔高度為149米（即489英尺）。